# Застырец, Иосиф Яковлевич
Иосиф Яковлевич Застырец (15 августа 1873, Конюшков — 15 января 1943, Львов) — грекокатолический священник, галицийский писатель, философ, общественный и образовательный деятель. Доктор философии.

## Биография
Учился во Львовской духовной семинарии. Был преподавателем Бережанской, а впоследствии Тернопольской гимназии.
В 1898 году рукоположён в священный сан.
Подготовил второе издание «Русалки Днестровской», напечатанное 1910 году в Тернополе. Второе издание «Русалки Днестровской» с дарственной автографом Иосифа Застирця с датой 10 марта 1910 года хранится в Львовской научной библиотеке им. Василия Стефаника.
В ноябре 1915 года венский профессор, доктор философии Иосиф Застырец представил Ивана Франко на соискание Нобелевской премии.
Иосиф Застырец был, как он подписался под представлением на премию Альфреда Нобеля, гимназическим профессором, доктором философии, руководителем учительского заведения.

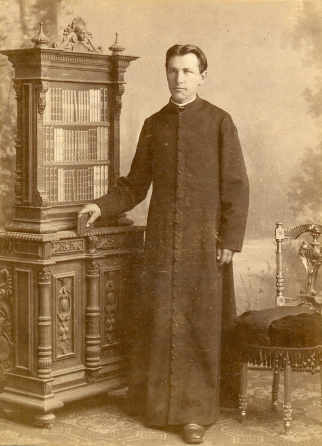
Иосиф Застырец